# Somniosus antarcticus
Somniosus antarcticus Whitley, 1939 è uno squalo tipico delle acque profonde dell'emisfero australe appartenente alla famiglia Somniosidae.

## Descrizione
I maschi di questa specie raggiungono una lunghezza di circa 438 cm, mentre le femmine raggiungono i 430 cm.

## Biologia
Nello stomaco degli esemplari catturati son stati rinvenuti resti di cefalopodi come il calamaro colossale, pesci e, anche se meno comunemente, resti di mammiferi marini e uccelli. Nello stomaco di un esemplare femmina di 3,6 m catturata in Cile è stato trovato addirittura un lissodelfino australe intero. Vista la velocità raggiungibile da alcune delle sue prede, si pensa che il Somniosus antarcticus sia un predatore da imboscata.

## Distribuzione e habitat
Questa specie è diffusa nelle zone meridionali dell'Atlantico, dell'Indiano e del Pacifico a profondità comprese fra i 485 e i 1150 m.